# Roland Hempel
Roland Hempel (* 29. Juli 1928) ist ein ehemaliger deutscher Fußballspieler, der in der DDR-Oberliga, der höchsten Spielklasse im DDR-Fußball, in den 1950er Jahren für die BSG Einheit Ost Leipzig und den SC Rotation Leipzig spielte.

## Sportliche Laufbahn
Als im Oktober 1949 die Betriebssportgemeinschaft (BSG) Erich Ziegner Leipzig gegründet wurde, gehörte der 21-jährige Roland Hempel zum Kader der Fußballmannschaft, die in der Landesklasse Sachsen vertreten war. Die Mannschaft qualifizierte sich am Saisonende für die ab 1950/51 neu eingerichtete zweitklassige Liga des Deutschen Sportausschusses, die später unter der Bezeichnung DDR-Liga ausgetragen wurde. Die BSG ging in die Saison 1950/51 unter dem neuen Namen Einheit Ost Leipzig und Hempel bestritt alle 18 Ligaspiele. In den folgenden beiden Liga-Spielzeiten fehlte er ebenfalls bei keinem Punktspiel und war 1952/53 mit 24 Einsätzen und zwei Toren am Aufstieg der BSG in die Oberliga beteiligt.
In Hempels erster Oberligaspielzeit hatte er zum ersten Mal eine längere Verletzungspause zu bewältigen und musste bei fünf von 28 Punktspielen aussetzen. Obwohl durchgehend als Verteidiger eingesetzt, konnte er drei Tore erzielen. Im November 1954 wurde die Fußballsektion der BSG Einheit Ost vom neu gegründeten Sportclub Rotation Leipzig übernommen. Mehrere Spieler der BSG machten den Wechsel nicht mit, sodass Trainer Heinz Krügel gezwungen war, seine Mannschaft umzubauen. Davon war auch Hempel betroffen, der von der Abwehr in den Angriff beordert wurde. Er rechtfertigte die Maßnahme, indem er nach der Umstellung sieben Tore schoss, obwohl er wieder für sieben Spiele pausieren musste. Als im Herbst 1955 eine Übergangsrunde zum Wechsel von der Frühjahr-Sommer-Saison zum Kalenderjahr-Rhythmus 13 Oberligaspiele ausgetragen wurden, war Hempel wieder voll einsatzfähig, wurde in allen Übergangsspielen weiterhin als Stürmer aufgeboten und erzielte zwei Tore. Das Spieljahr 1956 wurde zu Hempels letzter Oberligasaison. Nachdem er in der Hinrunde neun Punktspiele am Stück absolviert hatte, wurde er am 11. Spieltag verletzt ausgewechselt und kehrte danach nicht mehr zum Spitzenfußball zurück. Nach sechs Spielzeiten im höherklassigen Fußball lautete seine Bilanz: 64 Spiele in der Oberliga mit 14 Toren und 64 Einsätze in der DDR-Liga mit zwei Toren.
Er setzte seine Fußballkarriere als Trainer fort und wirkte unter anderem bei der BSG Traktor in Belgershain.